# ОСО 3
ОСО 3 (Орбітальна сонячна обсерваторія 3; англ. OSO 3, Orbiting Solar Observatory 3), або Третя орбітальна сонячна обсерваторія (до запуску відома як ОСО E2) — штучний супутник Землі, запущений 8 березня 1967 року на майже колову орбіту зі середньою висотою 550 км, нахилену під кутом 33° до екваторіальної площини. 28 червня 1968 року вийшов з ладу її бортовий магнітофон, що дало змогу отримувати лише розріджені дані в режимі реального часу під час наступних проходів станції; останні дані отримано 10 листопада 1969 року. ОСО 3 повернулася в атмосферу Землі та згоріла 4 квітня 1982 року.
Як і всі супутники американської серії «Орбітальна сонячна обсерваторія» (ОСО), мав дві основні частини: перша, «вітрило», була стабілізована, спрямована до Сонця, і несла як сонячні панелі, так і прилади для експериментів із фізики Сонця; друга, «колесо», оберталася для забезпечення загальної гіроскопічної стабільності, а також несла інструменти для сканування неба, які проходили по небу під час обертання колеса приблизно кожні 2 с.

## Прилади
| Назва                                                                                 | Ціль                             | Головний дослідник                                                            |
| ------------------------------------------------------------------------------------- | -------------------------------- | ----------------------------------------------------------------------------- |
| Гамма-промені високої енергії (> 50 МеВ)                                              | протисонячне                     | Вільям Краушар (William L. Kraushaar), Массачусетський технологічний інститут |
| Детектор спектра космічних променів та аналізатор гамма-променів                      | Сонце, все небо                  | Мортон Каплон (Morton F. Kaplon), Університет Рочестера                       |
| Експеримент зі спрямованим радіометром                                                | Земля                            | Карр Ніл-молодший (Neel, Carr B Jr), Дослідницький центр Еймса                |
| Альбедо Землі (від 0,32 до 0,78 мкм)                                                  | Земля                            | Карр Ніл-молодший, Дослідницький центр Еймса                                  |
| Сонячний спектрометр екстремальних ультрафіолетових променів (EUV) від 0,1 до 40,0 нм | Сонце                            | Вернер Нойперт (Werner M. Neupert), Центр космічних польотів імені Ґоддарда   |
| Сонячна рентгенівська (від 0,8 до 1,2 нм) іонізаційна камера                          | Сонце                            | Річард Теске (Richard G. Teske), Мічиганський університет                     |
| Сонячний та небесний гамма-телескоп (7,7–200 кеВ)                                     | Сонце, все небо                  | Лоуренс Петерсон,Каліфорнійський університет, Сан-Дієго                       |
| Теплове випромінювання                                                                | навколоземне космічне середовище | Карр Ніл-молодший, Дослідницький центр Еймса                                  |
| Спектрометр екстремальних ультрафіолетових променів                                   | Сонце                            | Ганс Гінтереггер (Hans E. Hinteregger), Лабораторія Філліпса                  |

«Вітрило» несло прилад із Університету Каліфорнії в Сан-Дієго (УКСД) для вивчення жорстких рентгенівських променів, у якому використовувався один тонкий сцинтиляційний кристал NaI(Tl) та фототрубка, уміщені для захисту від випадкових збігів у колімаційний екран із CsI(Tl). Енергетична роздільність становила 45 % за 30 кеВ. Прилад працював у 6 каналах у діапазоні від 7,7 до 210 кеВ. Керував дослідженням професор Лоуренс Петерсон із УКСД.

## Наукові результати
За допомогою ОСО-3 проведено розширені спостереження сонячних спалахів у жорсткому рентгенівському діапазоні, космічного дифузного рентгенівського фону та численні спостереження Скорпіона X-1 — перші спостереження позасонячного джерела рентгенівських променів супутником-обсерваторією.
Гамма-інструмент МТІ вперше ідентифікував високоенергетичні космічні гамма-промені, що виходять як із галактичних, так і з позагалактичних джерел.